# Stéphanie Moreau
Stéphanie Moreau, född 30 juli 1971 i Chartres, Eure-et-Loir, är en tidigare fransk handbollsspelare, som var vänsterhänt och spelade som högernia.

## Klubbkarriär
Stéphanie Moreau började med att spela basket och volleyboll men  handbollen tog över i CS Mainvilliers innan hon skrev på för MSD Chartres. Olivier Krumbholz värvade henne till Metz HB 1991 och han blir i slutet av 1990-talet också tränare för det franska landslaget. Under sina sju säsonger i Metz vann hon titeln som mästare i Frankrike fem år. Hon vann också Coupe de France 1994.
Efter tre säsonger i Mérignac Handball 1998-2001 spelade Stéphanie Moreau i Danmark. Hon spelade två år för Randers HK och lärde sig att spela snabbare handboll. Hon tillbringade ett tredje år  i Århus SK innan hon återvände till Frankrike.
Vid trettiotre års ålder ville hon förbereda sig för livet efter handbollen och återvände till Frankrike och Mérignac. Med Mérignac nådde hon semifinalen i Challenge Cup 2006. 2007 efter tre år i Merignac trappade hon ner med ett år vardera i Angoulème sedan i Bègles.

## Landslagskarriär
Moreau spelar i det franska landslaget från 1992-2003. Hon spelade 143 matcher med 230 gjorda mål. Hon är inte med i VM-truppen 1999 och missar silvermedaljen. 2001, efter att Melinda Jacques blivit gravid får hon spela i VM 2001. Hon är också med vid EM 2002 då Frankrike vinner en bronsmedalj. 2003 spelade Stéphanie Moreau i alla förberedelser med laget fram till sommaren men blir sedan inte uttagen i den slutliga truppen till VM 2003.

## Meriter i klubblag
- Fem gånger fransk mästare med ASPTT Metz 1993, 1994, 1995, 1996 och 1997
- Coupe de France i handboll ASPTT Metz med 1994